# Data Lords
Data Lords ist ein Jazzalbum von Maria Schneider. Das Werk Data Lords wurde von der Library of Congress in Auftrag gegeben und 2016 in der Library uraufgeführt. Die zwischen dem 30. August und dem 2. September 2019 entstandenen Aufnahmen erschienen am 24. August 2020 auf dem Label ArtistShare und wurden 2021 mit zwei Grammy Awards ausgezeichnet.

## Hintergrund
Die Komponistin, Bandleaderin und 2019 als NEA-Jazz-Master geehrte Maria Schneider hat sich zunehmend mit Google und weiteren Big-Data-Unternehmen beschäftigt; sie schrieb mehrere Artikel, wirkte an Diskussionen mit und sagte vor einem Kongressausschuss aus. Schneider sagte unter anderem: „Musiker waren der Kanarienvogel im Bergwerk. Wir waren die Ersten, die für Daten ausgebeutet und verkauft wurden.“ Aus dieser Sichtweise heraus begründe sich das auf zwei CDs angelegte Werk, bei der die erste Diskette die digitale Welt entschlüssele und untersuche, während Disc Two den Kontrast des Natürlichen darstelle. „So wie ich mich zwischen einer digitalen Welt und der realen Welt hin und hergerissen fühle, zeigt sich in meiner Musik dieselbe Dichotomie. Um meine kreativen Ergebnisse der letzten Jahre wirklich wiederzugeben, war es naheliegend, eine Veröffentlichung mit zwei Alben zu machen, die diese beiden polaren Extreme widerspiegelt“, sagt Schneider. Das Aufnahme-Projekt wurde über die Crowdfunding-Internetplattform ArtistShare erstellt, finanziert und dokumentiert, die Schneider 2003 zum ersten Mal nutzte.
Die Suite Digital World besteht aus fünf episodischen Stücken, die sich aus gezackten Motiven, dissonanten Texturen und dichter Improvisation zusammensetzen. „Die digitale Welt ist dunkel, aufregend und mysteriös und erfüllt die Sinne“, schrieb Mike Collins. Our Natural World endet mit der Hymne The Sun Waited for Me, mit einem jubelnden Solo von McCaslin am Tenor zum Abschluss.
Zum Maria Schneider Orchestra, das Data Lords einspielte, gehörten die Holzbläser Steve Wilson, Dave Pietro, Rich Perry, Donny McCaslin und Scott Robinson, die Trompeter Tony Kadleck, Greg Gisbert, Nadje Noordhuis und Mike Rodriguez, die Posaunisten Keith O’Quinn, Ryan Keberle, Marshall Gilkes und George Flynn, der Akkordeonist Gary Versace, der Gitarrist Ben Monder, der Pianist Frank Kimbrough, der Bassist Jay Anderson und der Schlagzeuger Johnathan Blake.

## Titelliste
- Maria Schneider Orchestra: Data Lords (ArtistShare AS0176)[6]
  - The Digital World

1. A World Lost (Solisten: Ben Monder, Rich Perry) 9:42
2. Don’t Be Evil (Solisten: Jay Anderson, Ben Monder, Frank Kimbrough, Ryan Keberle) 13:38
3. CQ CQ, Is Anybody There? (Solisten: Donny McCaslin, Greg Gisbert) 10:18
4. Sputnik (Solist: Scott Robinson) 8:10
5. Data Lords (Solisten: Dave Pietro, Mike Rodriguez) 11:06

- - Our Natural World

1. Sanzenin (Solist: Gary Versace) 5:46
2. Stone Song (Solist: Steve Wilson) 5:43
3. Look Up (Solisten: Frank Kimbrough, Marshall Gilkes) 9:05
4. Braided Together (Solist: Dave Pietro) 3:59
5. Bluebird (Solisten: Gary Versace, Steve Wilson) 11:11
6. The Sun Waited for Me (Solisten: Donny McCaslin, Marshall Gilkes) 7:22

Alle Kompositionen stammen von Maria Schneider.

## Rezeption
Allan Michie (The Arts Fuse) schrieb, Data Lords sei am besten im Rahmen von Schneiders gesamter Karriere zu verstehen. Die Verbindung zu Gil Evans, für den sie einst arrangierte, sei insofern bemerkenswert, als Schneider zumindest das erreicht habe, was Evans mit seinen berühmten Orchestrierungen für Miles Davis geschaffen habe, obwohl Vergleiche schwierig sind, weil Schneider nicht für auftraggebende Künstler komponiert (David Bowie ausgenommen), und ihre Arbeit im letzten Jahrzehnt wesentlich komplexer und fokussierter sei als Evans’ späte Rock-beeinflusste Arrangements. Als Resultat ihrer Entwicklung habe sie inzwischen wie Duke Ellington „den Luxus, für und um ihre Spieler zu komponieren, weil ihre Stimmen jetzt ihre Stimme sind.“ Schneiders charakteristischer Stil sei mittlerweile gut etabliert – narrative Tongedichte, manchmal schwellende Orchestrierungen und explorative epische Soli, die im Kontext abwechselnd stoßender und abfedernder Hornarrangements angesiedelt sind. Wenn man beide Discs mit voller Aufmerksamkeit hintereinander anhöre, schrieb Michie weiter, sei es, als ob man in einem zweistündigen Film sitze. Dieses Album funktioniere nicht in der Shuffle-Abspielfunktion. Es sei auch nicht eignet, in Fragmenten im Auto gehört zu werden. Der kumulative Effekt sei stark, wenn man sich ihm hingebe, und das sei eine viel reichhaltigere und lohnendere Erfahrung, wenn man darauf vertraue, dass Schneider einen irgendwohin bringe. The Digital World erscheint als ihr Manifest gegen alles, was den Ausdrucksbereich des menschlichen Geistes einschränke. Hingegen werde The Natural World zu einem zusammenfassenden Nachwort in Schneiders musikalischer Autobiographie, das die natürlichen Kräfte veranschauliche, die ihren kreativen Kompass in Richtung Norden halte.
Nach Ansicht von Karl Ackermann, der das Album in All About Jazz rezensierte, täuschten die pastoralen Klanglandschaften, die mit der Musik Maria Schneiders verbunden sind, über ihr aktivistisches Alter Ego hinweg. Musikalisch wage sie sich auf unbekanntes Terrain und vereine ihre Leidenschaften auf einem meisterhaften Doppelalbum.

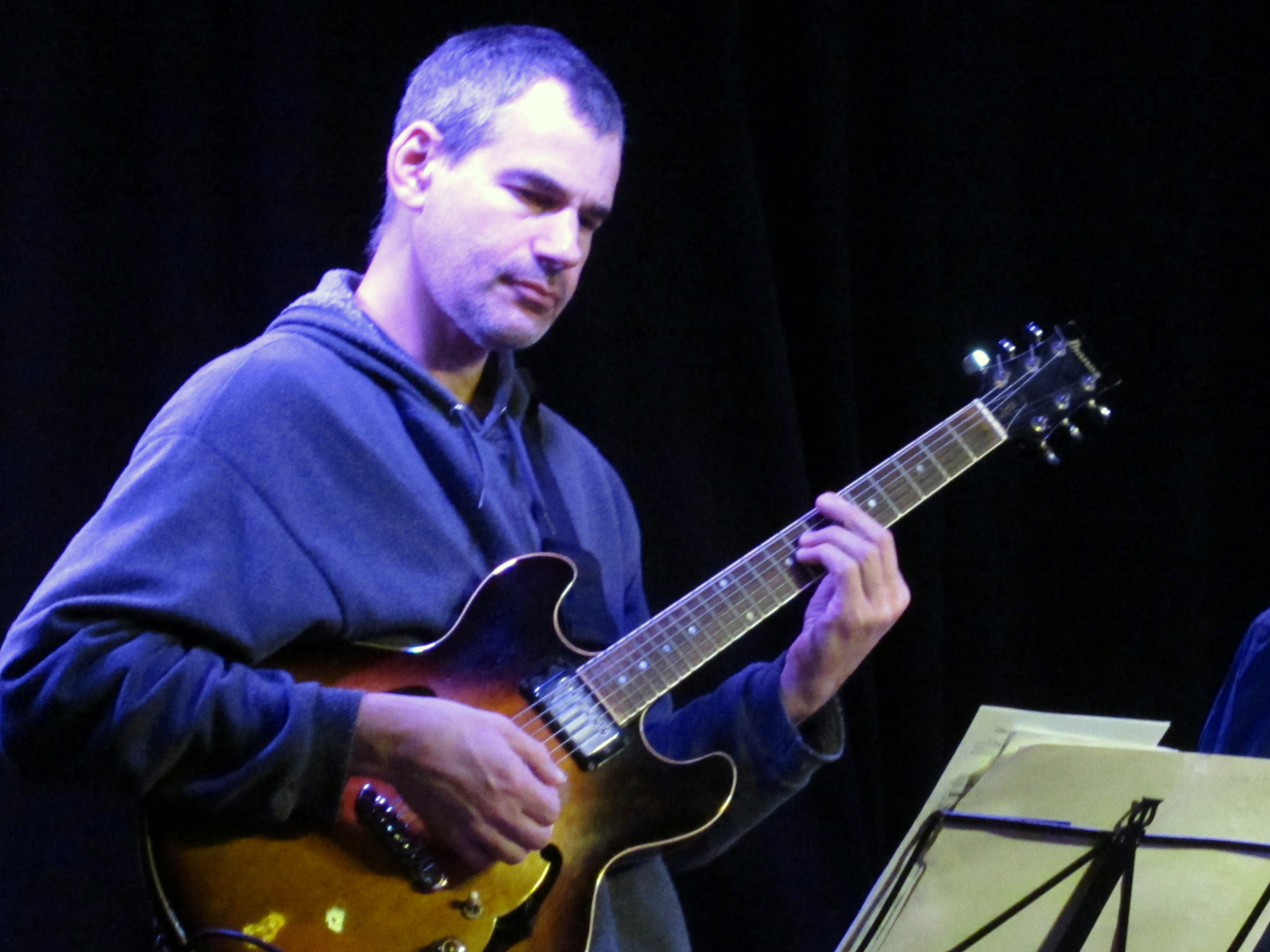
Ben Monder 2011

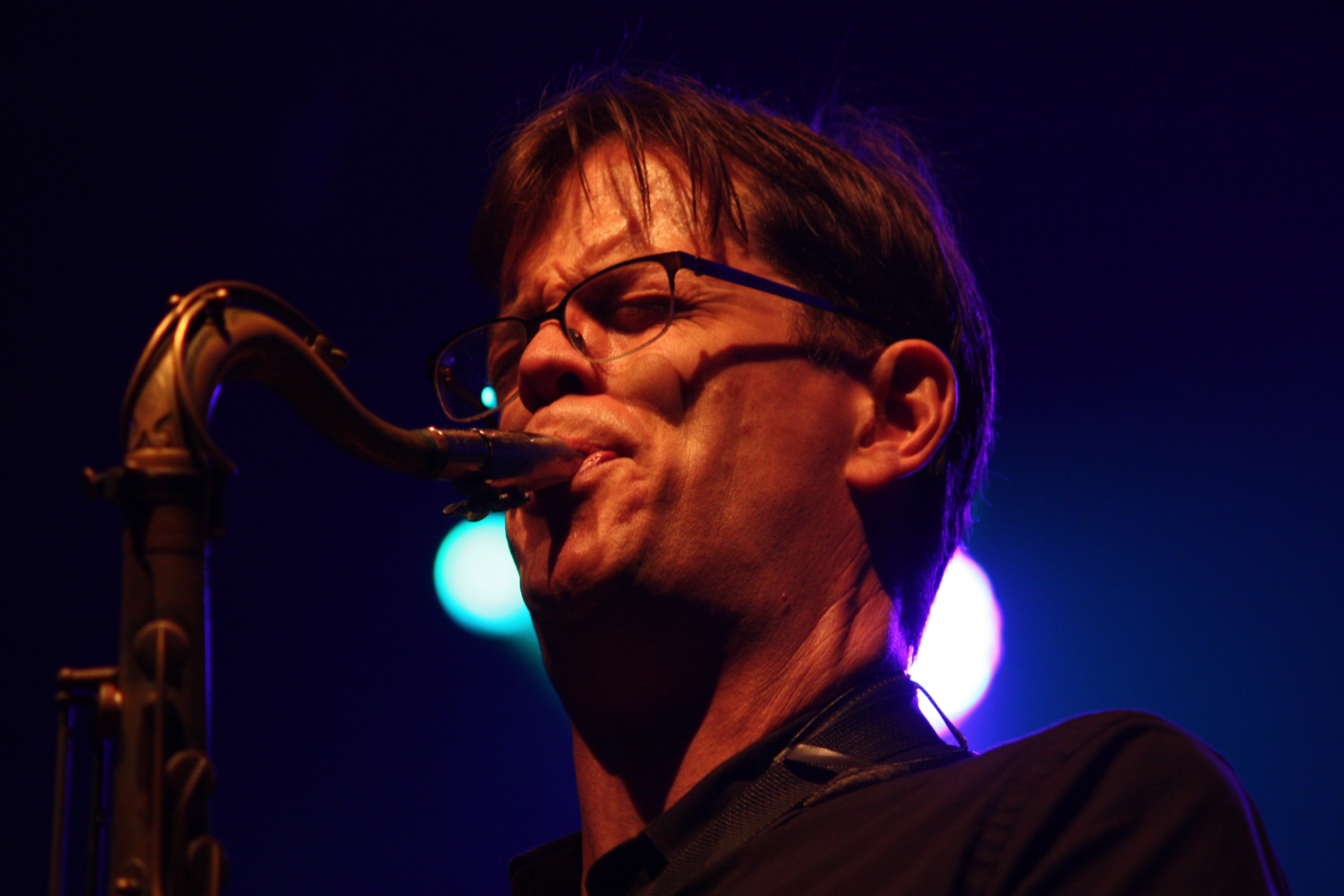
Donny McCaslin auf dem Deutschen Jazzfestival 2013

John Fordham meinte im Guardian, nach The Thompson Fields, mit szenisch raumgreifenden, leuchtend harmonisierten, von Gil Evans beeinflussten Musik-Landschaften und einer Art ruhiger Unschuld, sei mit Data Lords auch eine Stählernheit und sogar Trostlosigkeit verbunden mit ihrer vertrauten pastoralen Seite. Dieser Geist bewege sich etwa durch das bösartige „A World Lost“ mit ihren gespenstischen, klagenden Panoramen von Ben Monders Gitarre und Rich Perrys Coltrane-haften Tenorsaxophon über knurrendem, tiefem Blech. „Don't Be Evil“ thematisiert eine trostlos geschäftige Welt, meint Fordham. Donny McCaslin heule lautstark vor der Band auf in „CQ CQ, Is Anybody There?“ Im Titeltrack, einem herausragenden Stück, baue sich die Musik zu einem sturmgepeitschten kollektiven Wirbel auf. Der zweite Teil des Albums sei eher typisch Schneiderhaft, so im hüpfenden, vogelartigen „Stone Song“ mit seinem zart pfeifenden Sound von Gary Versaces Akkordeon, der üppigen Schichtung von „Look Up“ und der glühenden, pastoralen Feierlichkeit von „The Sun Waited for Me“. Die inneren Spannungen hinter dieser überzeugenden Session versprechen, so Fordham, eine aufschlussreiche neue Phase in Schneiders bemerkenswerter Arbeit.
S. Victor Aaron schrieb in Something Else!, Maria Schneider habe eine Geschichte zu erzählen, und sie erzähle sie durch ihre detaillierte Wertung. Die erste CD, The Digital World, handelt von dem, was Schneider „die dunklen Manifestationen des Internets“ nennt. Ein Orchester könne das perfekte Mittel sein, um eine solche Dystopie zu kanalisieren, und Schneider wisse genau, wie dies geht. Our Natural World, der Titel der zweiten CD, sei die dieser natürlichen, „inneren“ Welt in uns gewidmet; dementsprechend zeige die Musik einen deutlich optimistischeren Farbton. „In jeder Musik ist eine Nachricht enthalten“, meint Aaron. „Wie erfolgreich die Musik ist, hängt stark davon ab, wie effektiv sie ihre Botschaft umsetzt. Maria Schneider wollte eine starke Botschaft über die Gefahr einer Massenmanipulation der Menschheit mit Data Lords senden. Durch ihren hohen Standard für sorgfältiges Komponieren und Arrangieren, der von einigen der besten Musiker des Jazz dargeboten werde, vermittelt sie die Botschaft auf vielleicht großartigste Weise.“
Thom Jurek verlieh dem Album in AllMusic vier Sterne und schrieb, dies sei eine bemerkenswerte musikalische Gegenüberstellung zwischen Schneiders Erfahrungswahrnehmungen der natürlichen Welt und den künstlich gemilderten Darstellungen der digitalen Welt, die als warnende Warnung dargeboten werden. Durch Schneiders musikalische Vision porträtiere Data Lords „die anstrengenden Polaritäten in unserem täglichen Leben: Während man danach strebt, an der Struktur unserer Menschheit zu ziehen und sie zu perfektionieren, indem man sich selbst optimiert, neu erstellt und repliziert, bestätigt und so verbessert sich die tatsächliche Welt der realen Welt unser Leben mit restaurativen und transformierenden Kräften, die frei erlebt werden können.“ Data Lords, resümiert Jurek, sei ein ergreifendes und zielgerichtetes Jazz-Meisterwerk, das unserem existenziellen Kampf Gewicht und spirituelles Gewicht verleihe.
Mike Collins (London Jazz News) schrieb, ein Gedicht auf der Rückseite des Albumcovers, das eine dystopische Vision von Unordnung, Ausbeutung, Isolation, Manipulation mit Erziehung, wahrer Verbindung, Inspiration und Gedankenfreiheit kontrastiert, lassen wenig Zweifel über die von den beiden Welten beschworenen Bilder aufkommen. Wenn man sich die beiden Sets anhöre, reichten ein paar Takte aus, um zu bestätigen, in welche Welt man eingetreten sei. Data Lords sei ein überzeugendes Album, resümiert Collins; Schneiders Kompositionen hält er für bemerkenswert; die Darbietung, die sie stellenweise mit dem Orchester zaubert, sei außergewöhnlich.
Mauretta Heinzelmann, die das Album im NDR als „Jazz-Album der Woche“ vorstellte, meinte, dass die erste Disk von Data Lords „wie ein Soundtrack für einen hochdramatischen Film“ funktioniere, „mit noch nie gehörten ausdrucksstarken Klängen. Das zweite Album von Data Lords ist eine verspielte Sehnsuchts-Musik, die in die Welt entführt, die sich öffnet, wenn man die Geräte abschaltet, in die Bäume sieht und in den Himmel.“ Das Album sei „nicht nur ein Meisterstück einer der bedeutendsten Komponistinnen der Gegenwart, sondern auch ein Statement, das in diesem Krisenjahr genau zur rechten Zeit kommt.“

## Preise und Auszeichnungen
Data Lords wurde in der Kategorie Bestes Album eines größeren Jazzensembles bei den Grammy Awards 2021 ausgezeichnet; zudem erhielt der Titel Sputnik einen Grammy in der Kategorie Beste Instrumentalkomposition. Außerdem erhielt das Album den Grand Prix de l’Académie du Jazz.